# Tammiste
Tammiste – wieś w Estonii, w prowincji Tartu, w gminie Rõngu.